# Неудержимая. Моя жизнь
«Неудержимая. Моя жизнь» (англ. Unstoppable. My Life So Far) — автобиографическая книга теннисистки Марии Шараповой, изданная в 2017 году.
В октябре 2017 года книга заняла 2-е место в ежемесячном рейтинге спортивных бестселлеров New York Times.

## Содержание
Мария Шарапова — знаменитая российская теннисистка, пятикратная победительница турниров Большого шлема. Она начала свою карьеру в четыре года, а уже в 17 стала по-настоящему известной, победив в финале Уимблдонского турнира Серену Уильямс.
Откровенная книга Шараповой о ней самой, близких ей людях, победах и неудачах не только на корте, но и в жизни. Часть книги посвящена 15-месячной дисквалификации спортсменки за употребление запрещённых веществ.